# Temples bouddhistes en Corée
Pour des articles plus généraux, voir Temple bouddhiste et Bouddhisme coréen.

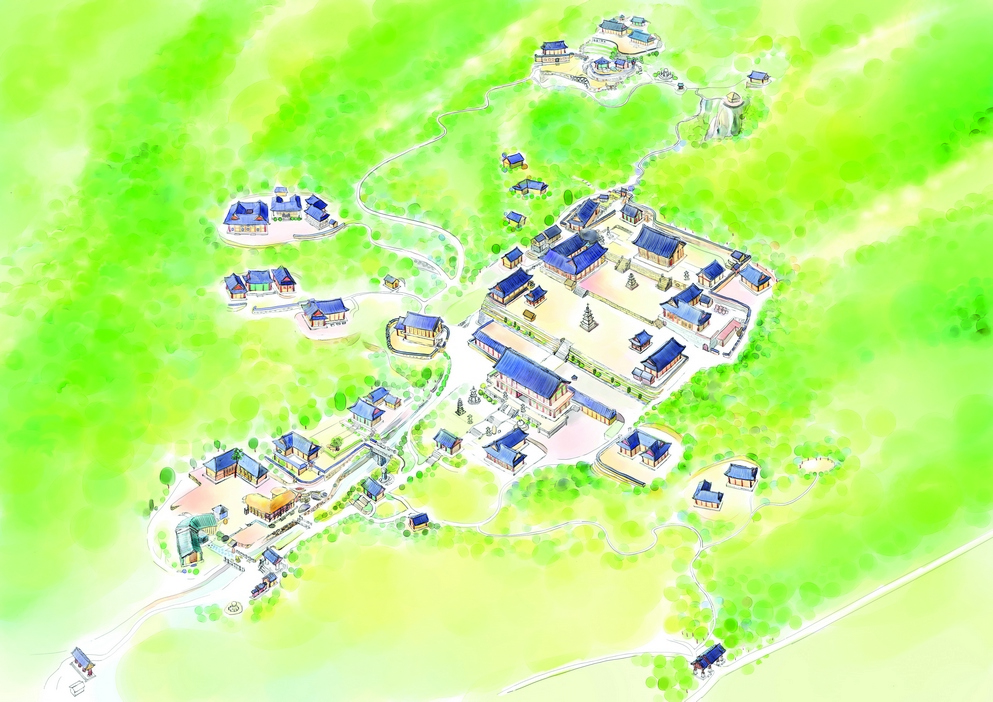
Plan de Sudeoksa, un temple du Chungcheong du Sud

Les temples bouddhistes de Corée forment un élément important de la culture du pays. En Corée du Sud, ils sont officiellement au nombre de 926. Le bouddhisme a eu une influence considérable tout au long de l'histoire de la Corée depuis son introduction en 372. À l'écart du pouvoir depuis la dynastie Joseon, un grand nombre de ses temples se trouvent dans des vallées isolées. Comme dans le bouddhisme, le bouddha (l'enseignant), le dharma (son enseignement) et le sangha constituent les Trois Refuges, ils sont considérés comme inséparables et un temple inclut donc pratiquement toujours un monastère, ce qui veut dire qu'outre les bâtiments et les symboles liés au culte, il y a aussi des dortoirs et des locaux de service ainsi que des jardins. Le nom des temples coréens se termine en –sa (사, 寺), ce qui signifie temple.

## Structure et symboles

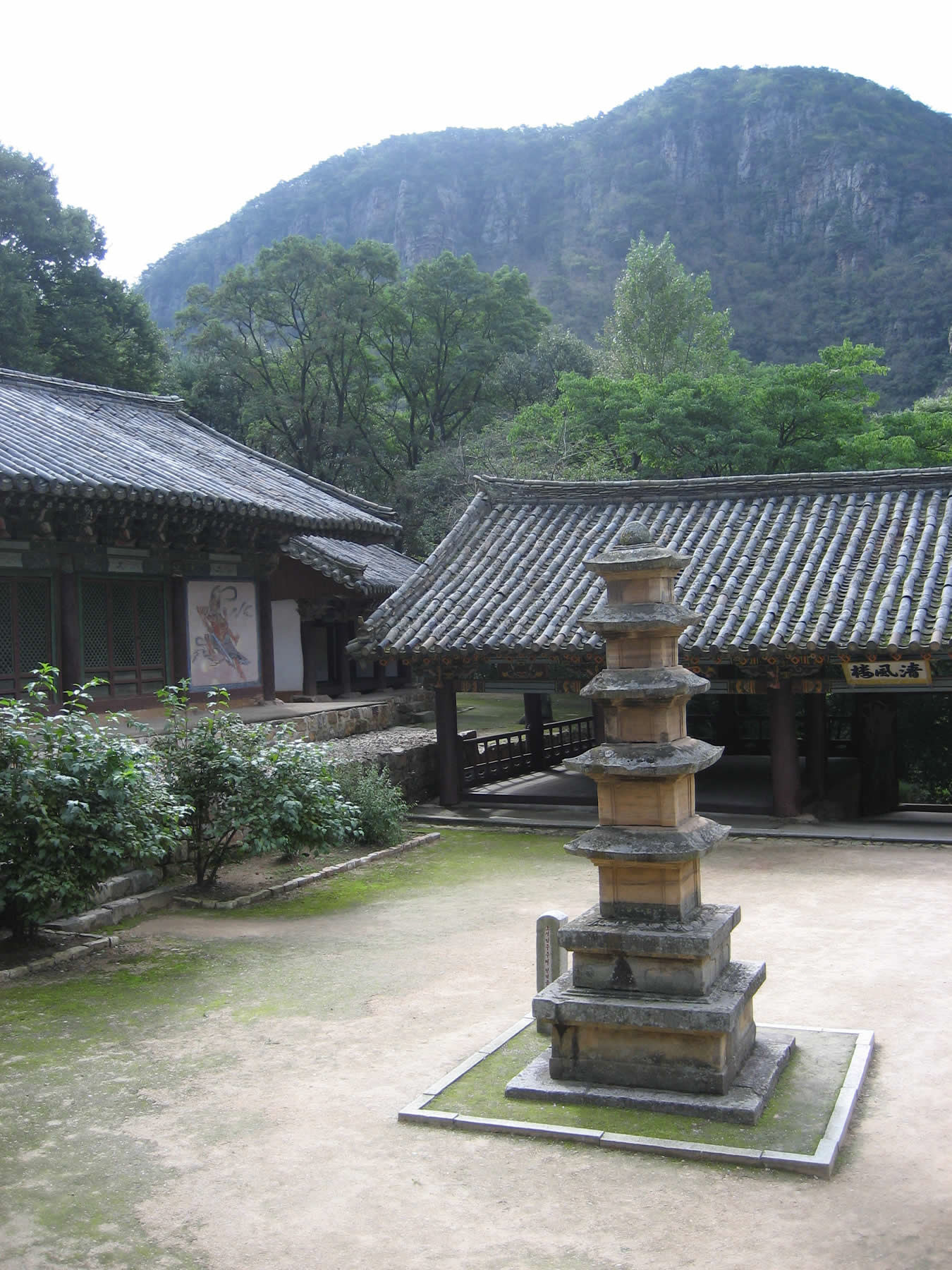
La pagode et la cour centrale du temple Songbulsa avec ses bâtiments datant du XIVe siècle près de Sariwon

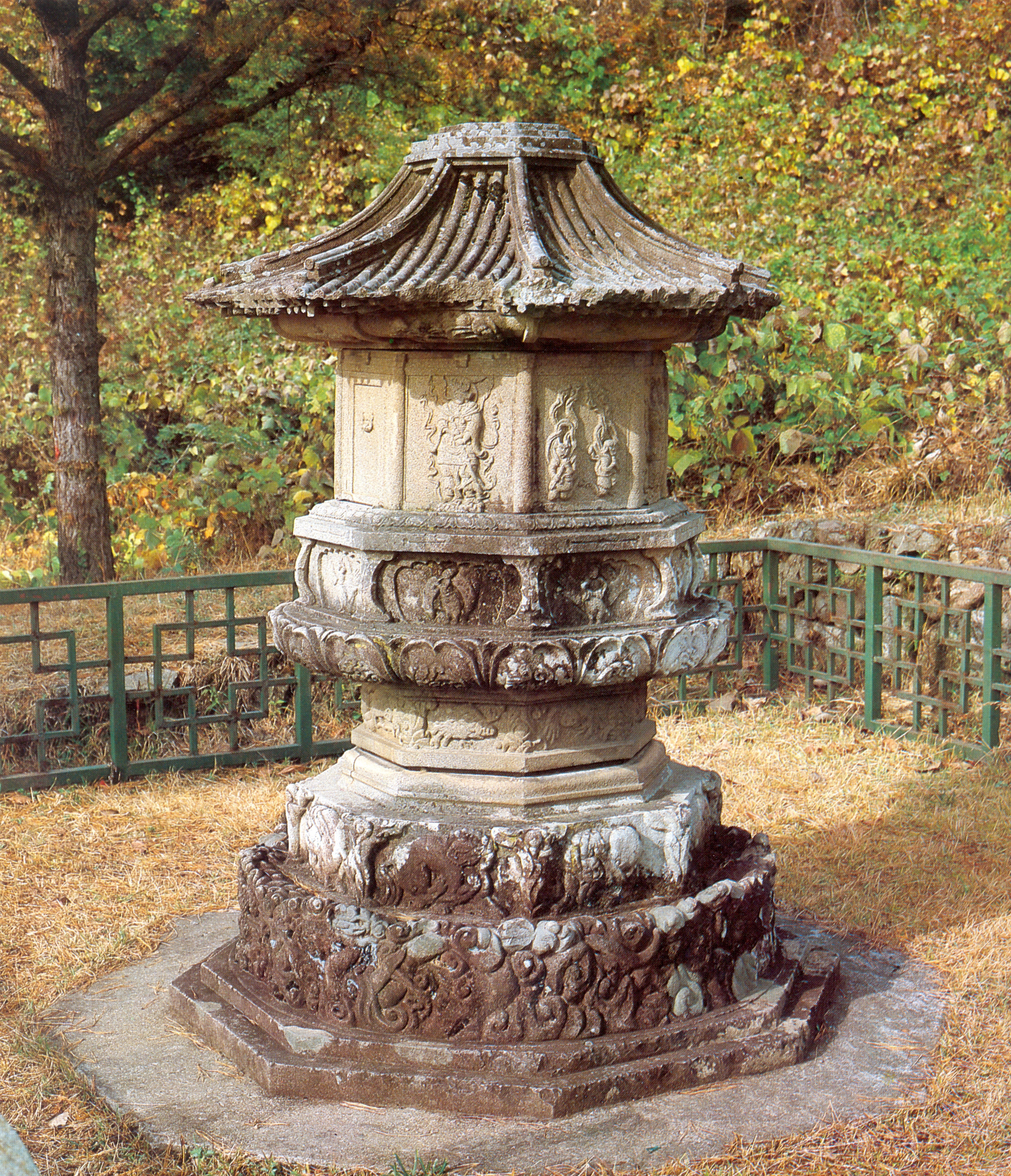
La stupa en l'honneur du maître Cheolgam stupa en l'honneur du maître Cheolgam à datant de la période Silla (668-935)

La disposition d'un temple coréen suis un système basé sur la cosmologie indienne et représente la voie vers le Bouddha, l'illumination. Il symbolise donc un voyage depuis le Jambudvipa, le continent où nous résidons, vers le mont Sumeru, la plus haute des montagnes qui est considérée comme le lieu où séjourne Bouddha.
Le centre du complexe de bâtiments forme souvent une cour où une ou deux pagodes sont érigées. En Corée, elles sont en pierre et abritent des reliques ou des objets précieux. Outre les jardins, le temple abrite aussi des budo (ko) qui sont des petites stupas contenant souvent les sarira des grands maitres défunts (ce sont les perles trouvés dans les cendres lors de leur crémation).

### L'entrée

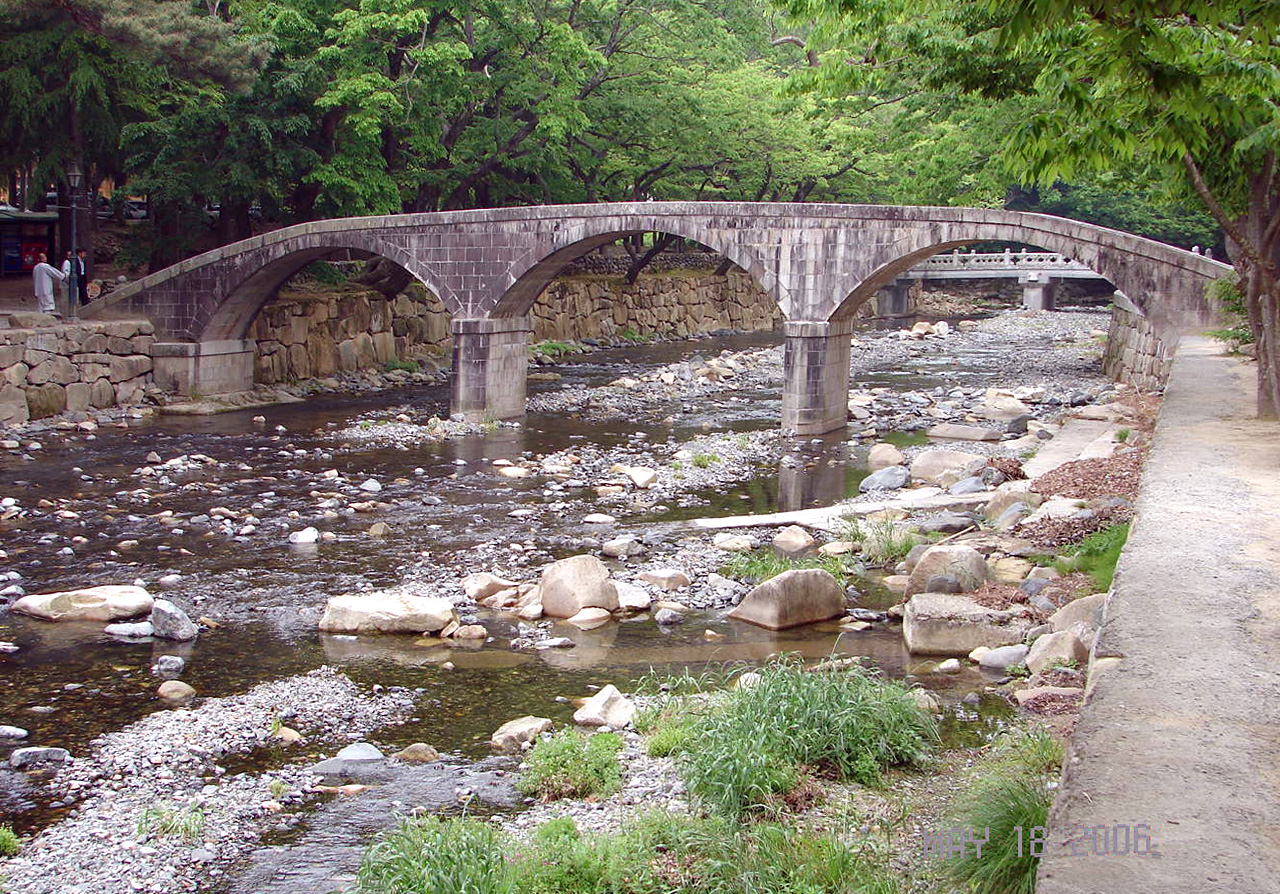
Un pont menant à dans le Gyeongnam

- Le pont du nirvana (geungnakgyo, (극락교) : comme des moines habitent en permanence dans le temple, celui-ci ne peut être construit qu'à un endroit où il y a de l'eau en quantité et en qualité suffisante et donc à proximité d'une source abondante ou d'un torrent d'eau pure. Le chemin menant à un temple passe toujours sur un pont traversant un tel torrent. Tout comme les portes qui suivent, le pont est aussi un symbole montrant que l'on quitte le monde séculier pour parvenir dans un monde de la spiritualité[3].

- La descente de cheval (hamabi, (하마비) : il s'agit d'une pierre portant une inscription demandant de descendre de cheval. Elle se trouve juste à côté de la première porte, iljumun. Auparavant, le cheval était un symbole d'un statut social élevé. La demande de descendre de cheval correspond donc en même temps à une demande de renoncer à ses privilèges et d'accorder autant de respect à toutes les personnes[3].

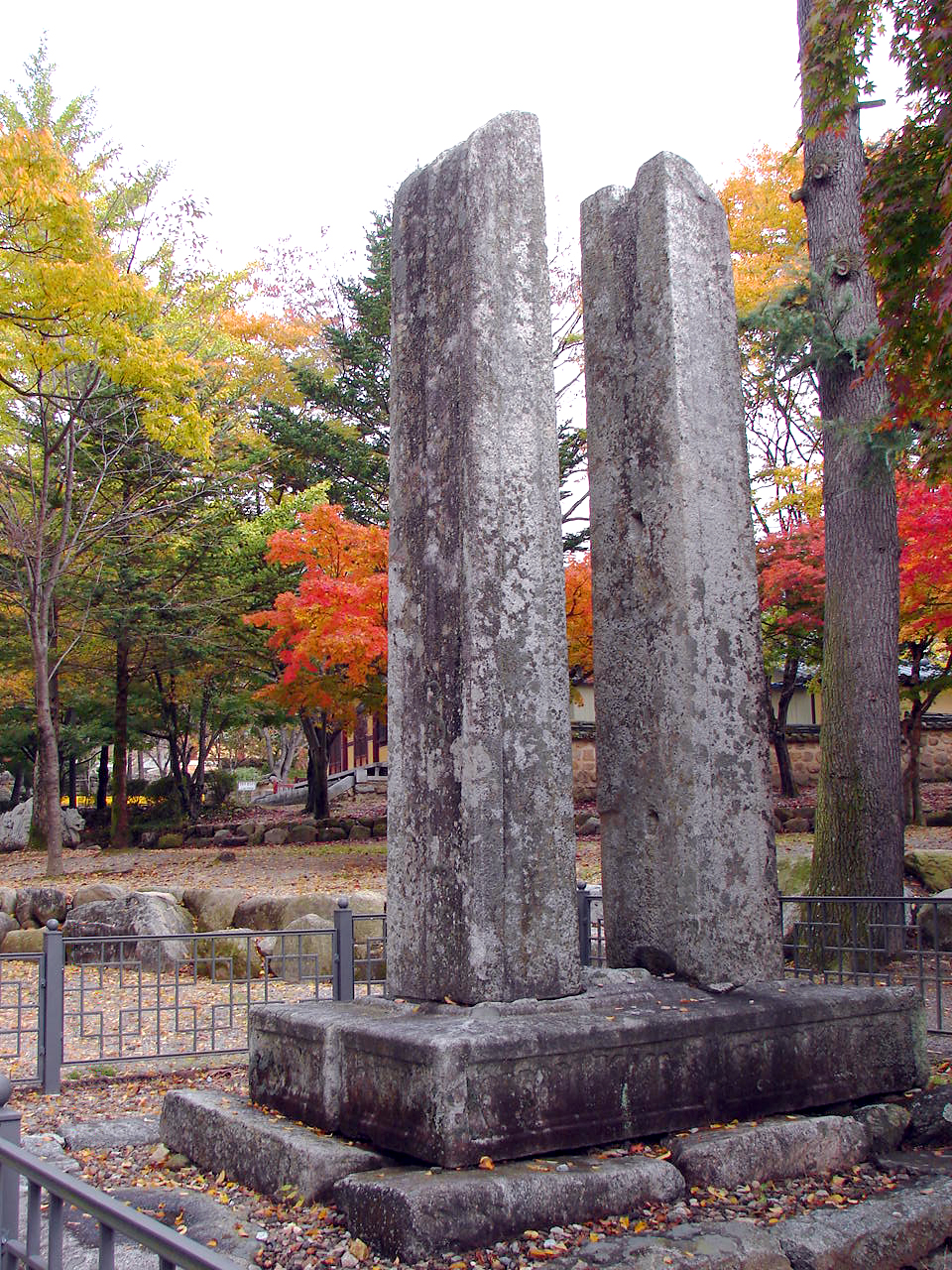
Les piliers des drapeaux de à Gimje datant du VIIIe siècle

- Les piliers des drapeaux (Dang-ganjiju, (당간지주) : ce sont deux piliers en pierre servant à insérer et à maintenir des hampes de drapeaux en bois pour annoncer des manifestations et indiquer à quelle secte se rattache le temple[3].

- La première porte : elle est appelée iljumun (en) (일주문), la porte au pilier unique, parce que ses piliers ont la forme du chiffre un et qu'il ne semble y en avoir qu'un lorsqu'on la regarde depuis le côté. Elle symbolise le passage entre le monde extérieur et le monde spirituel et est considérée comme l'entrée du mont Sumeru. Elle peut porter une inscription indiquant le nom du temple ou les mots «Porte jogye»[4].

- La deuxième porte : elle est appelée geumgangmun (금강문). Seuls quelques temples en possèdent une. Elle comporte deux féroces guerriers chargés de protéger le temple des démons. C'est l'équivalent des Niōmon du Japon avec leurs divinités gardiennes et des Dieux des Portes de Chine[4]. Le premier des gardiens est appelé Narayeon (나라연). Il est représenté la bouche ouverte, en train de prononcer un "Ah", le son qui marque le début de l'univers. Le deuxième s'appelle Miljeok (밀적), il a la bouche fermée pour prononcer un "Heum", le son qui marque la fin de l'univers.

- La troisième porte : la porte des Quatre Rois célestes (cheonwangmun, (천왕문). Cette porte est conçue comme un pavillon abritant quatre statues imposantes. Chacun de ces rois veille sur un point cardinal et est chargé de lutter contre les mauvais démons, notamment l'ignorance, la haine et l'avidité[4].

- La quatrième porte : la porte de la non-dualité (burimun, (불이문) ou du non-jugement. Elle marque l'entrée dans la terre pure de Bouddha. Au-delà de cette porte, on ne doit pas faire la différence entre un Bouddha et un homme normal ou entre le bien et le mal[4].

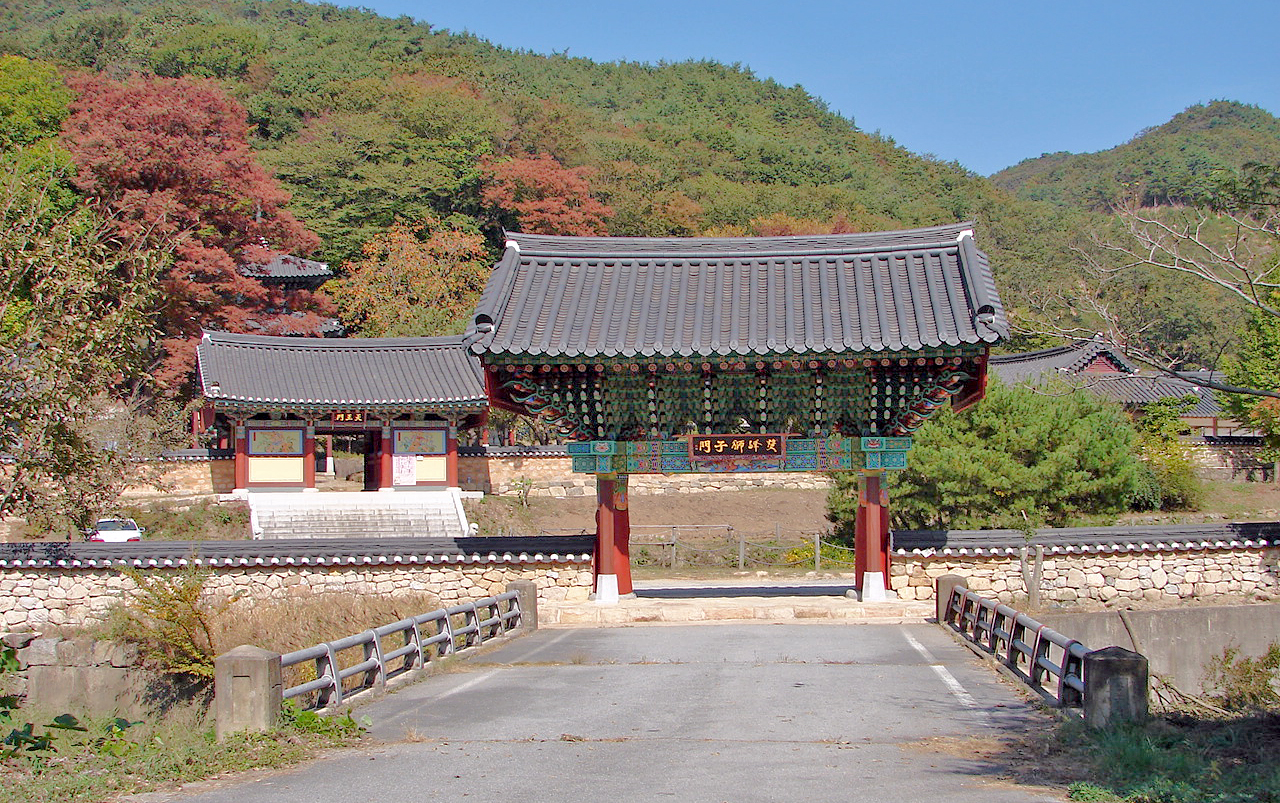
La porte au pilier unique de Ssangbongsa (en) dans le Jeolla du Sud
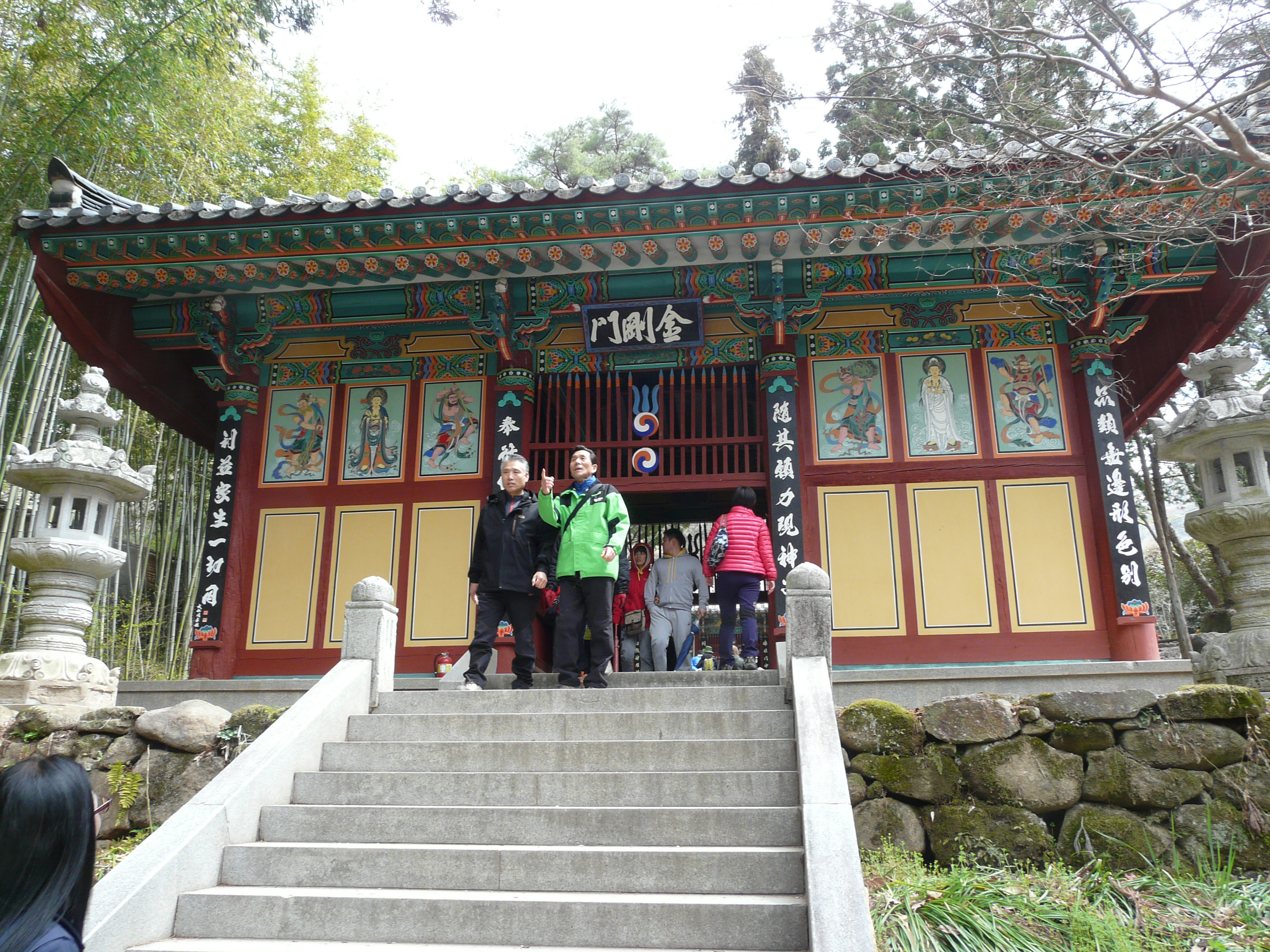
La geumgangmun (ko) de Ssanggyesa (en) dans le Gyeongsang du Sud
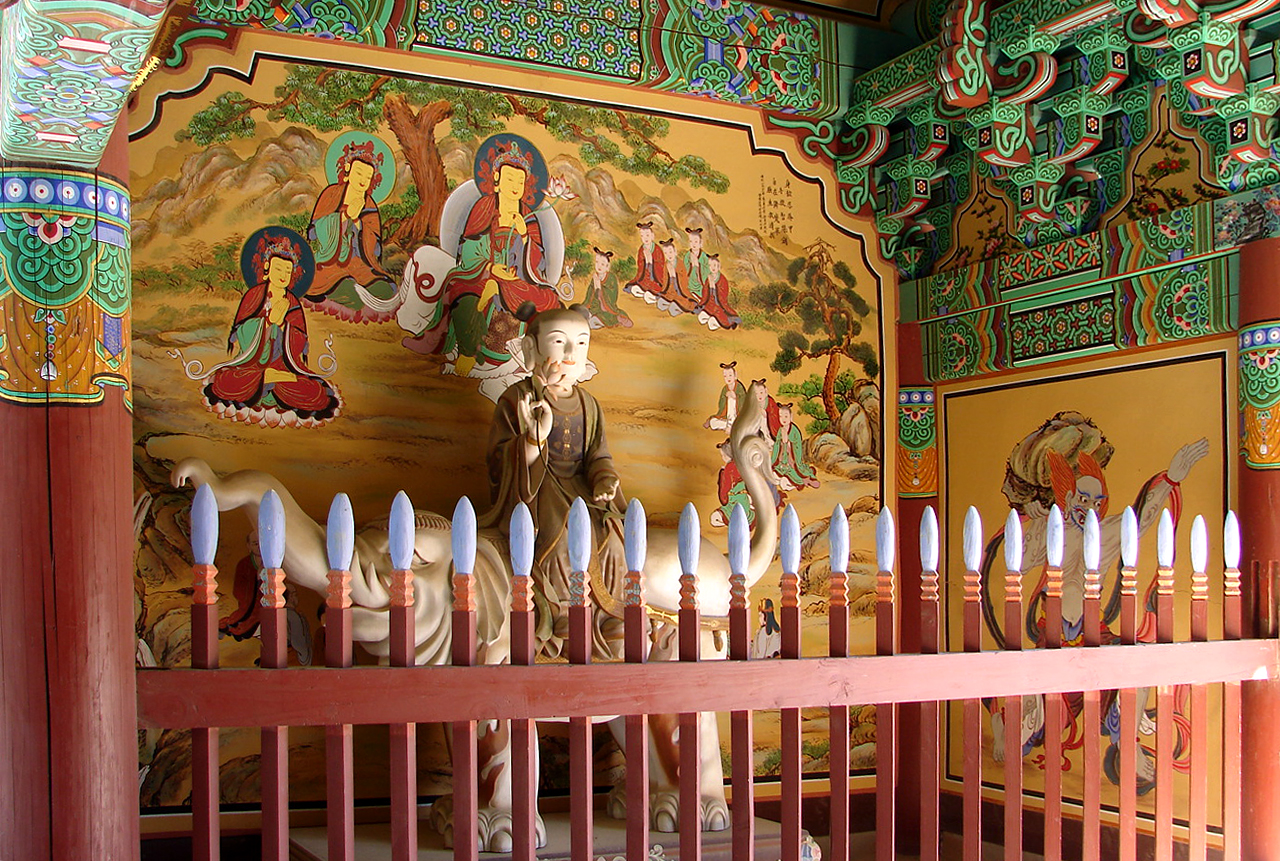
Un des rois célestes à l'intérieur de la cheonwangmun de Daeheungsa (en) dans le Jeolla du Sud
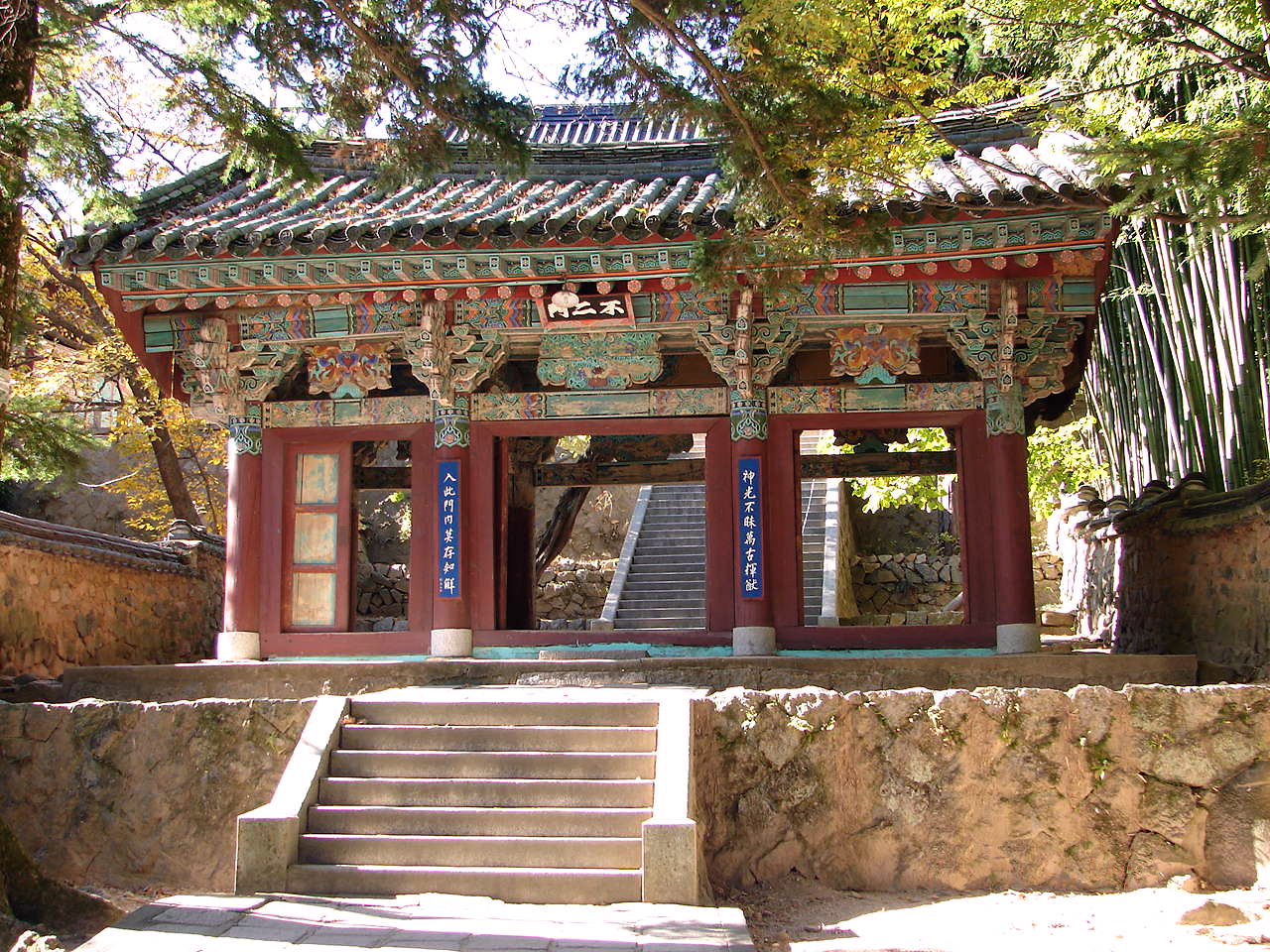
La porte de la non-dualité de Beomeosa (en) à Busan

### L'enceinte du temple

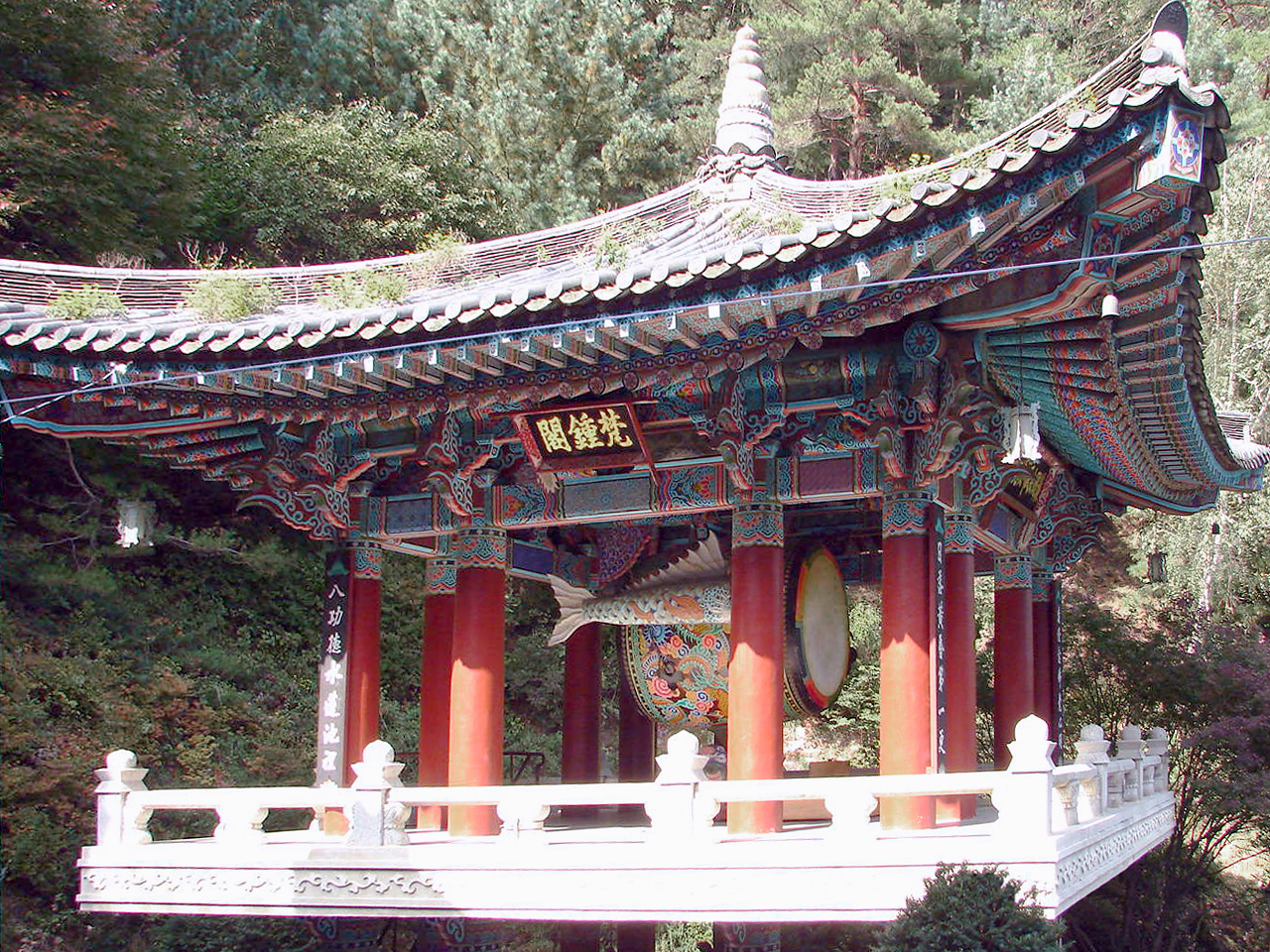
Le pavillon de la cloche avec au premier plan le poisson et le tambour du Dharma. Temple Guinsa, siège de l'école Cheontae

- Le pavillon de la cloche (Beomjonggak, (범종각) : ce pavillon contient les Quatre Instruments (samul). Ce sont[4]:

- - La grande cloche (beomjong) dont le battant est un tronc d'arbre qui est balancé contre la cloche. Elle sonne 28 fois le matin et 33 fois le soir. Son rôle est de sauver les êtres du paradis et de l'enfer.

- - Le tambour du Dharma (beopgo) dont un côté est en peau de vache et l'autre en peau de taureau. Il sert à l'enseignement et symbolise ainsi l'équilibre entre le yin et le yang.

- - Le gong (unpan) qui est en métal et a la forme d'un nuage. Il est dédié à la rédemption des esprits et des créatures qui volent dans le ciel.

- - Le poisson (mogeo) qui est fait dans un bois creux servant de caisse de résonance. Il est responsable des créatures qui vivent dans l'eau. C'est aussi le symbole de la vigilance requise en toutes choses car les poissons gardent toujours les yeux ouverts.

- Les halls du Dharma (beopdang) : ces pavillons sont le lieu de résidence de Bouddha. Ils sont généralement entourés par des fondations en pierre blanche pour que les réflexions du soleil fassent briller les statues dorées[5].

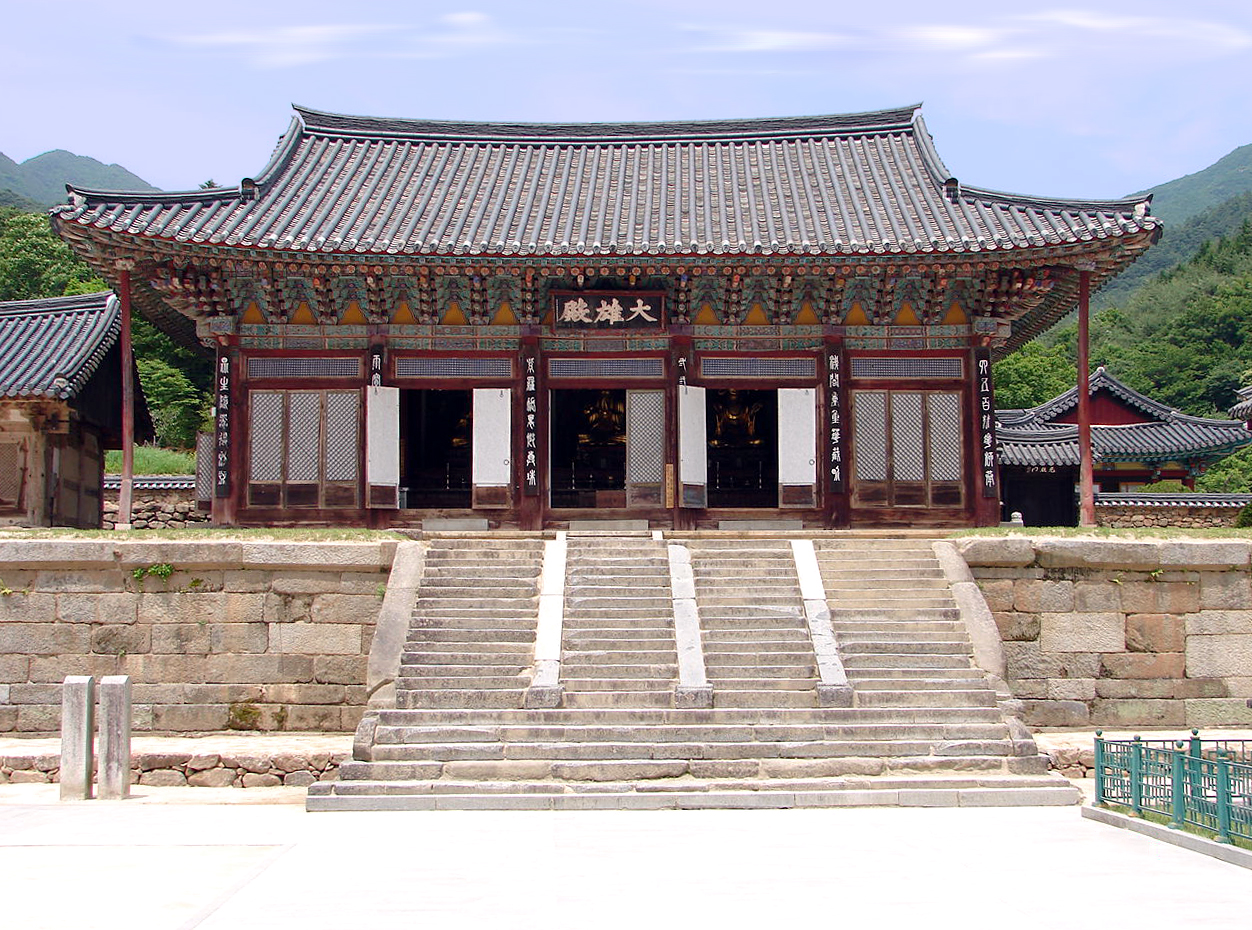
Le hall du Grand Héros de Hwaeomsa construit au XVIIe siècle

- Le hall du Grand Héros (daeungjeon, (대웅전) : c'est souvent le bâtiment principal et celui qui accueille les plus grandes assemblées. Il est dédié à Buddha Shakyamuni qui est généralement entouré par les bodhisattvas Manjushri (l'intelligence) et Samantabhadra (la pratique)[6].

- Le hall du Vairocana (daejeokgwangjeon, (대적광전) : Vairocana est le bouddha primordial et le représentant de la vérité absolue. On peut le reconnaitre au fait que sa main droite enveloppe son pouce gauche. Il est généralement entouré par Shakyamuni et Sambhogakaya, le corps de félicité[6].

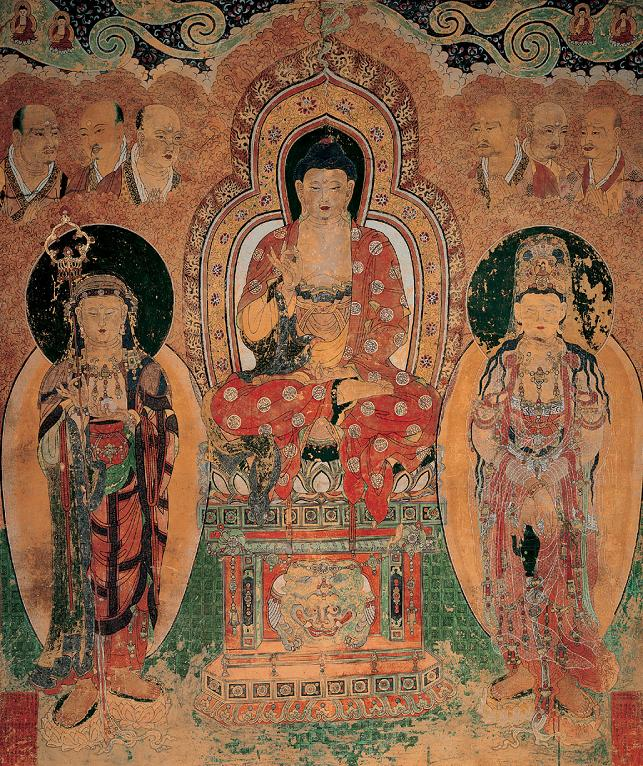
Triade avec Amitabha accompagné de Avalokitesvara et de Ksitigarbha à sa droite, peinte en 1476 par Haeryeon dans le hall de la Terre pure de Muwisa

- Le hall de la Terre pure (geungnakjeon, (극락전) ou de la Vie infinie (Muryangsujeon) : il sert à honorer le bouddha Amitabha (la vie infinie). Il est connu pour accompagner les défunts vers la terre pure et c'est donc l'endroit idéal pour prier pour eux. Il est généralement entouré par les bodhisattvas Avalokiteshvara, représentant de la compassion, et Mahasthamaprapta, le représentant de la sagesse[6].

- Le hall de la Médecine (yaksajeon, (약사전) : dans ce hall, le bouddha tient un pot de médicaments et est réputé soigner les maladies et les poisons intérieurs. Il est entouré par les bodhisattvas Candraprabha (la lumière de la lune) et Suryaprabha (la lumière du soleil et la bonne santé)[6].

- Le hall du Maitreya (mireukjeon, (미륵전) : Maitreya est le bouddha de l'avenir, le bienveillant qui viendra sauver le monde[6].

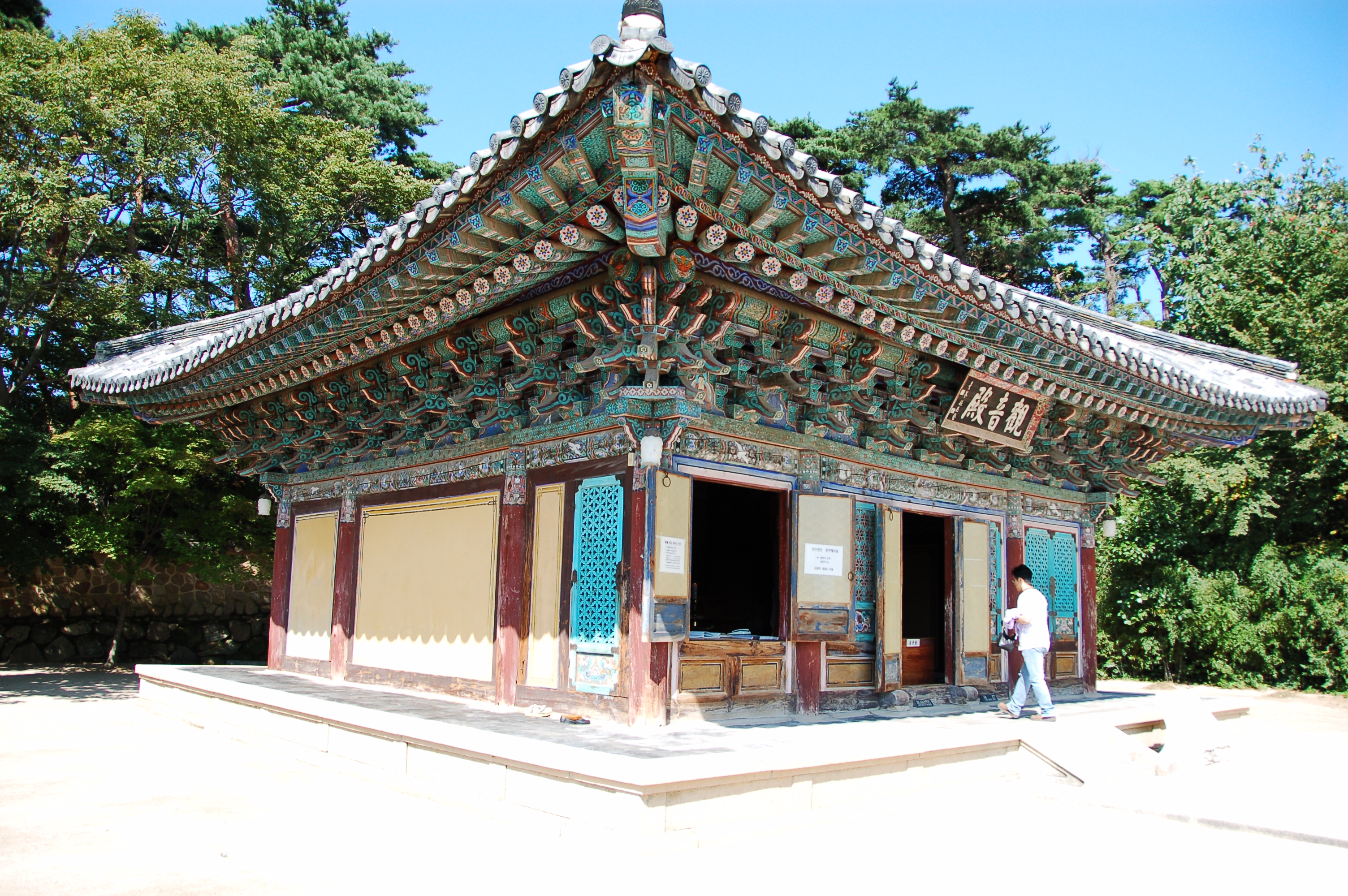
Le gwaneumjeon de Bulguksa à Gyeongju

- Le hall d'Avalokiteshvara (gwaneumjeon, (관음전), le bouddha de la compassion qui est très populaire en Corée[6].

- Le hall de Ksitigarbha (jijangjeon, (지장전) ou myeongbujeon (명부전) : ce bodhisattva a juré d'aider tous les êtres à accéder au paradis[6].

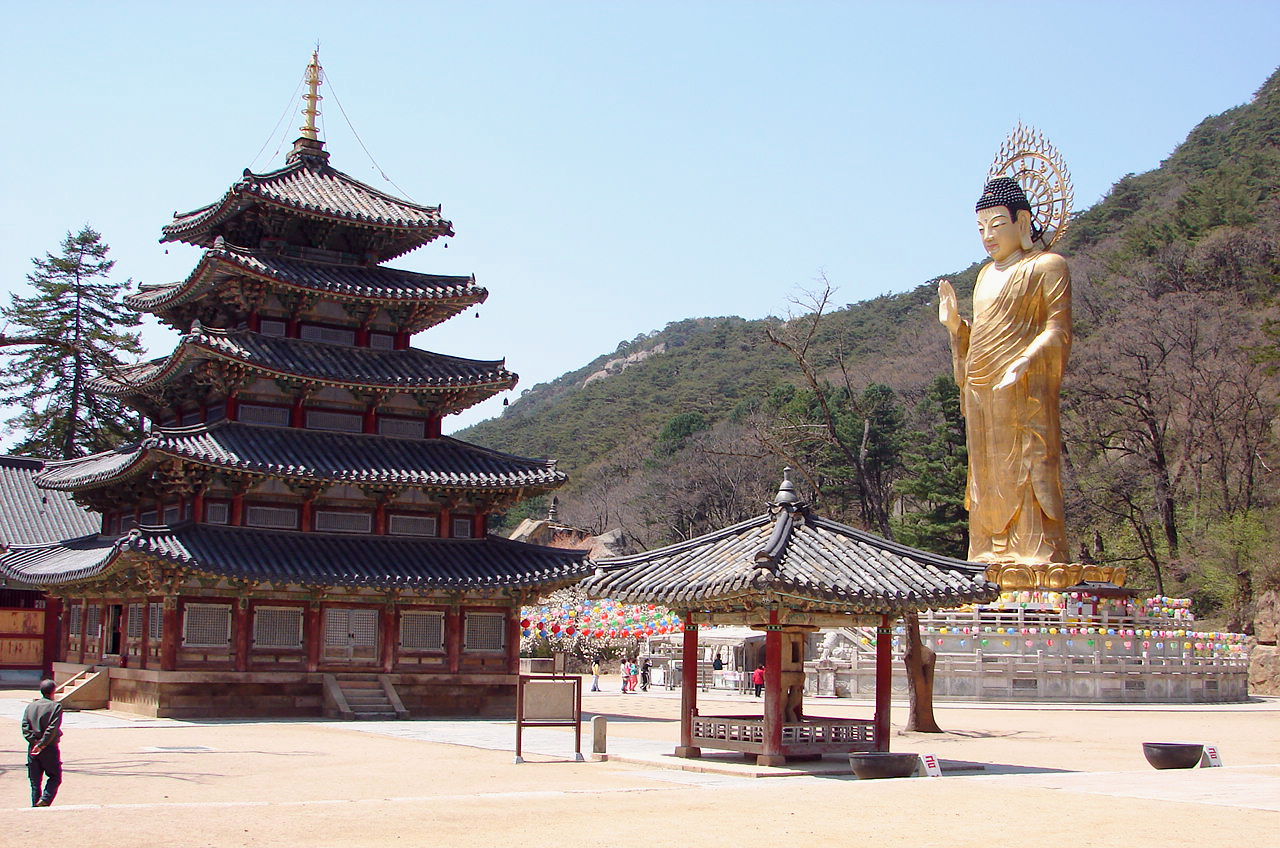
Le hall des huit scènes de Beopjusa, pagode en bois de 1626

- Le hall du Pic du Vautour (yongsanjeon, (영산전) ou Hall des Huit Scènes (Palsangjeon, (팔상전) : c'est le hall de l'enseignement où les huit scènes de la vie de bouddha sont peintes[6].

- Le hall de l'Arhat (nahanjeon) : ce hall contient un grand nombre d'arhats, représentés sous forme de simple moines, lui sont réputés avoir détruit l'ignorance, la haine et l'attachement[6].

- Le hall du Sutra (daejangjeon) : il sert de bibliothèque et de lieu de conservation des textes bouddhistes[6].

- Le hall des Patriarches (josajeon, (조사전) : c'est un hall dédié aux moines de grande importance pour l'établissement ou le bouddhisme[6].

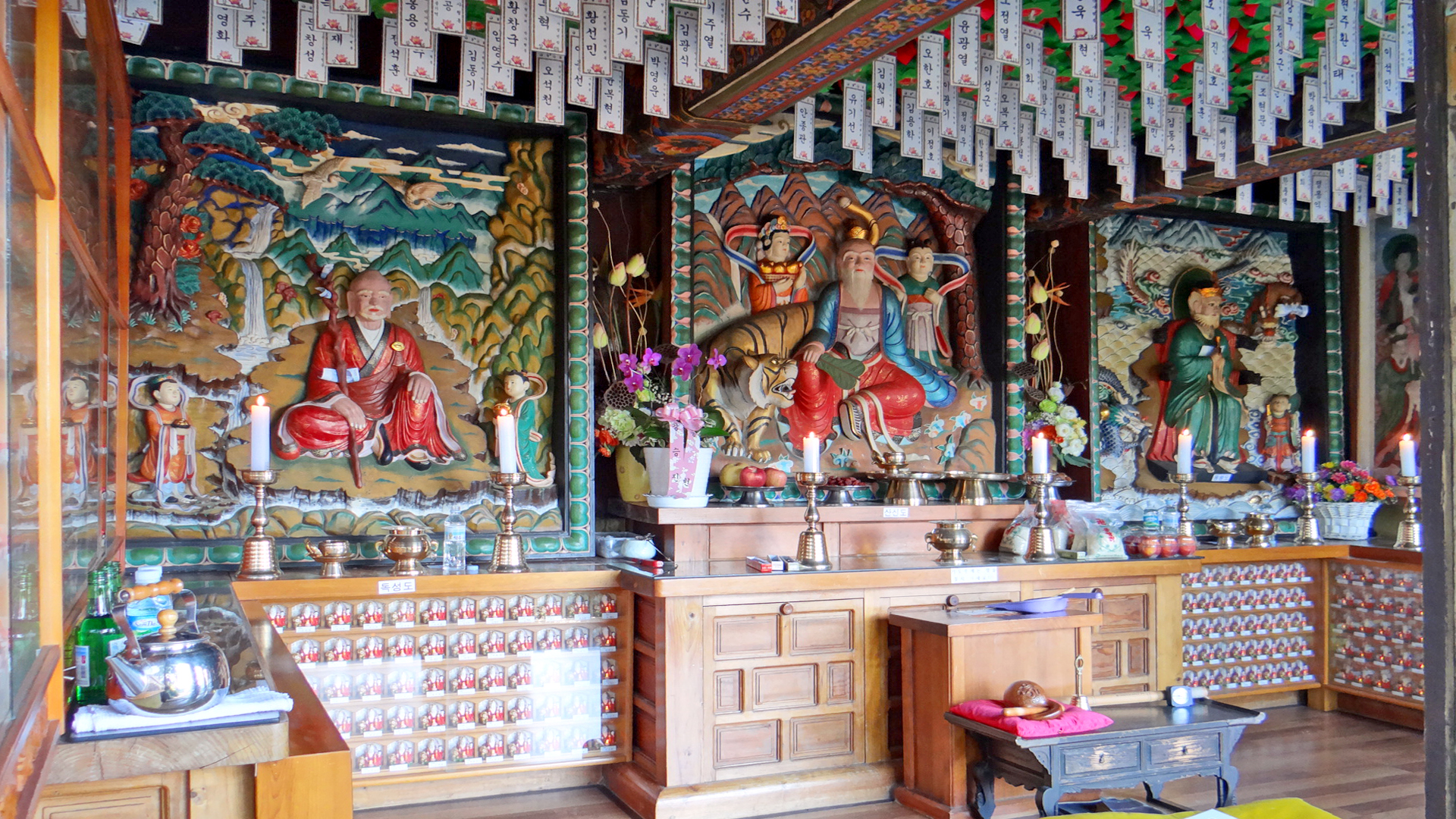
Le sanctuaire des trois sages de Jeongsusa sur l'ile de Ganghwa

- Le sanctuaire des Trois sages (samseonggak, (삼성각) : il est dédié aux trois esprits de la nature et est un symbole de l'influence du chamanisme coréen sur le bouddhisme dans ce pays. Ce sont le dieu des étoiles, un vieil ermite sage, Naban Jonja, et surtout le dieu de la montagne, habituellement représenté avec un tigre[6].

## Les peintures
Les peintures sont nombreuses et servent également à la transmission des enseignements comme notamment les deux cycles d'images suivants :

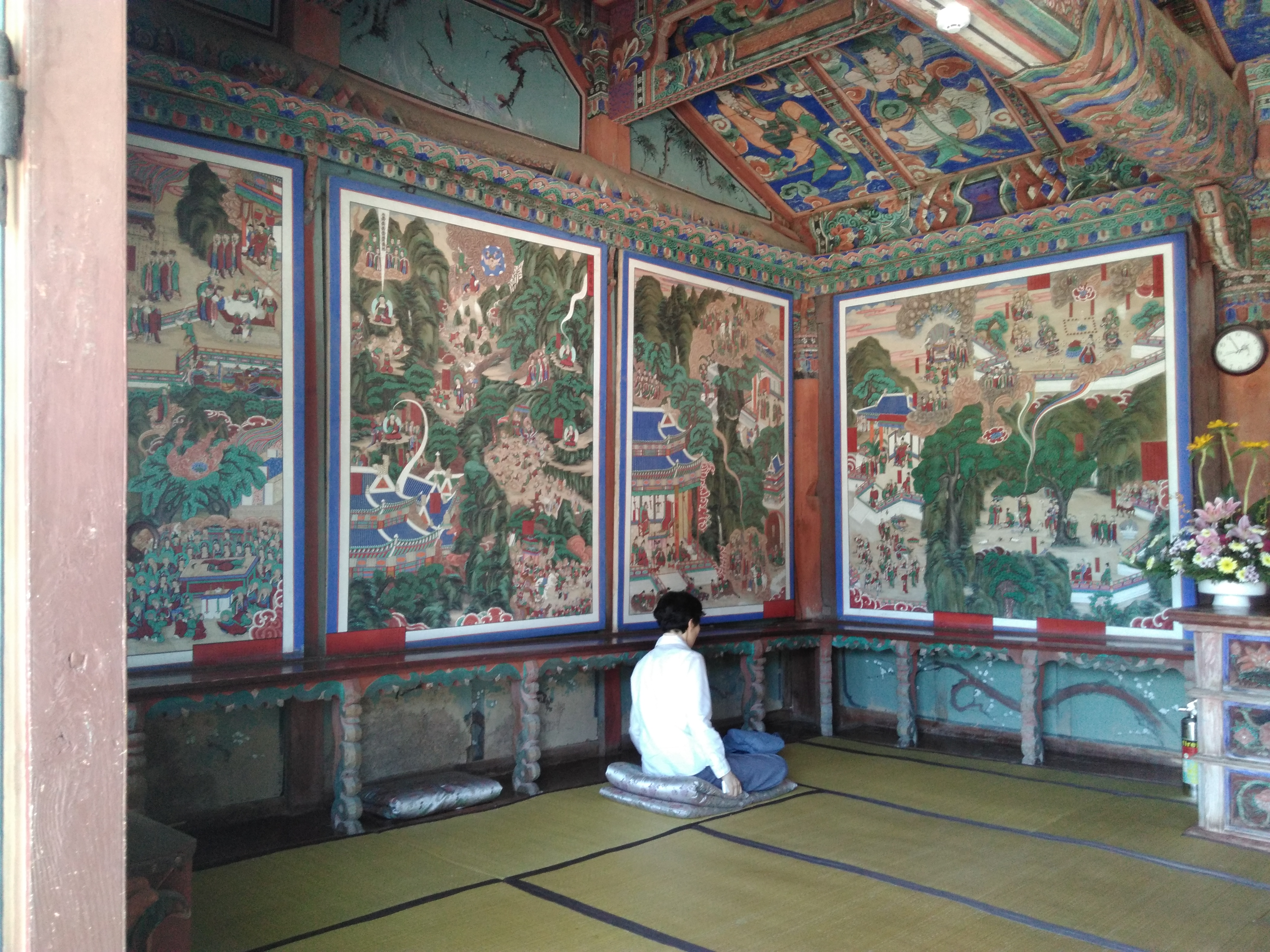
Scènes de la vie de Buddha, temple à Busan

- les Huit Scènes de la vie de Bouddha. C'est un résumé des grands moments de la vie de Bouddha : 1) son arrivée sous la forme d'un Bodhisattva ; 2) sa naissance ; 3) la vue de la souffrance ; 4) le départ du palais ; 5) la vie de moine ; 6) l'illumination ; 7) l'enseignement du dharma ; 8) la fin de son existence[7] ;

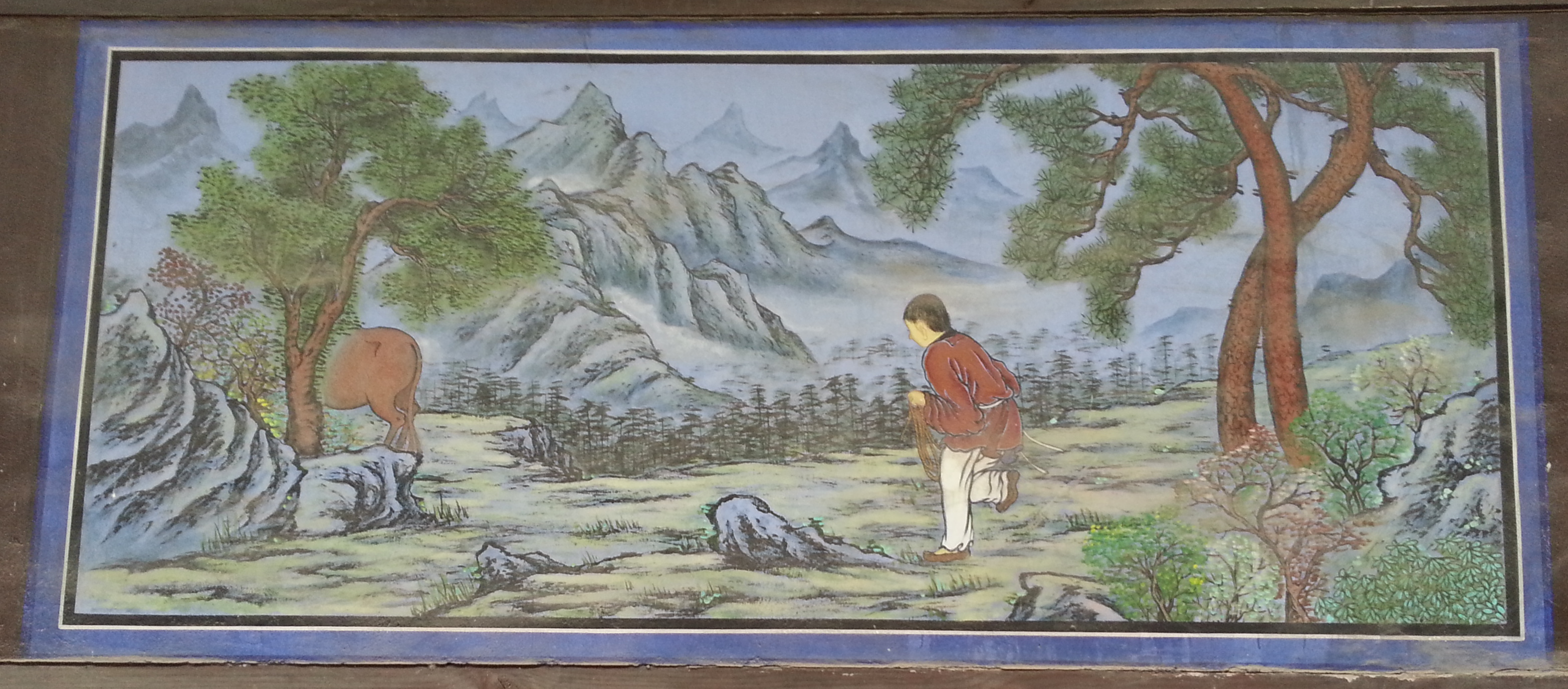
Une scène de l'histoire du gardien de bœuf, temple Bongeunsa à Séoul.

- les Dix Images du gardien de bœuf. Ces images représentatives du bouddhisme zen coréen, inspirées des poèmes des Dix Taureaux, décrivent le chemin à parcourir pour trouver son vrai moi et donc apprivoiser son esprit en utilisant la domestication d'un bœuf comme parabole, depuis le moment où le gardien part à sa recherche (le début de la pratique) jusqu'à son retour chez lui pour aider les autres après avoir atteint l'illumination[7].